# Milieudefensie
Vereniging Milieudefensie is een Nederlandse milieuorganisatie. Wouter van Dieren was medeoprichter.

## Geschiedenis
Milieudefensie werd op 6 januari 1971 opgericht als de Raad voor de Milieudefensie en nam in 1972 haar huidige naam aan. De organisatie begon als een raad van verontruste wetenschappers als reactie op het rapport van de Club van Rome. Toen na 1 jaar bleek dat deze wetenschappers het minder met elkaar eens waren dan vooraf werd gedacht, werd de raad omgezet naar een vereniging en werd de focus al snel verlegd van het verenigen van wetenschappers naar het mobiliseren van het publiek op grassrootsniveau.
Vanaf 1977 werd de organisatie radicaler en richtte zich op het omvormen van de kapitalistische samenleving. In de jaren 80, toen de overheid de ideeën van de milieubeweging steeds meer inkapselde in haar beleid, veranderde deze opstelling naar een meer pragmatische, waarbij economische groei geaccepteerd werd en binnen het bestaande kapitalistische systeem werd gezocht naar oplossingen voor milieuproblemen. In de jaren 80, toen het kernenergievraagstuk (acties tegen de Kernenergiecentrale Dodewaard) een grote rol speelde, professionaliseerde de organisatie zich, maar kreeg ook te kampen met geldtekorten, waarop werd besloten tot de aanvraag van subsidies. Sinds begin jaren 90 bedragen deze overheidssubsidies ongeveer 40% van de begroting. Daarnaast wordt de organisatie sinds 1996 ook met een jaarlijkse donatie van de Postcodeloterij gesteund. Beide geldstromen worden door CDA- en VVD-politici zo nu en dan (tevergeefs) aan de kaak gesteld vanuit de gedachte dat een organisatie die de overheid bestrijdt met rechtszaken niet door dezelfde overheid zou moeten worden gesubsidieerd.
In de jaren 90 ging de organisatie meer projectgericht werken, een aanpak die tot op heden is doorgezet. In die tijd vormde de strijd tegen de aanleg van de 'vijfde baan' op luchthaven Schiphol, onder leiding van Wijnand Duyvendak, een belangrijke campagne van de organisatie. Hierbij werden twee stukken land gekocht, waarop een 'Bulderbos' werd geplant en waarbij grond door werd verkocht aan sympathisanten. Deze vorm zorgde voor jaren vertraging, maar uiteindelijk bleek het in de onteigeningsprocedure in 2001 niet stand te houden en werd de baan toch aangelegd. Dit middel werd later opnieuw toegepast tegen het Multimodaal Transportcentrum bij Nijmegen en de aanleg van een weg bij Aarle-Rixtel.
Eind jaren 90 waren er besprekingen met Stichting Natuur en Milieu over een fusie, die echter in 2000 stukliepen op de verschillende vormen van salarisverdeling bij beide organisaties. In 2001 en 2002 woedde er een strijd tussen het ledenbestuur en een aantal ontevreden leden, die zich hadden verenigd in een 'koersgroep' en voorzitter Bas Vos wegstuurden en de vereniging in een kwaad daglicht stelden. Tijdens een ledenvergadering in 2002 stemden de leden tegen deze koersgroep en uiteindelijk werden een aantal van hen geroyeerd als lid.
Vanaf 2000 richtte Milieudefensie zich op verschillende thema's. Zo bracht Milieudefensie de olievervuiling veroorzaakt door lekkende oliepijpleidingen van onder andere Shell in Nigeria onder de aandacht. Dat gebeurde bijvoorbeeld via het televisieprogramma 'Hallo wereld, hier olieramp.' In 2008 startte Milieudefensie samen met enkele boeren en vissers uit de vervuilde Nigerdelta in Nigeria een rechtszaak tegen Shell, die uiteindelijk in 2021 gewonnen werd. In 2007 startte Milieudefensie het burgerinitiatief ‘Stop fout vlees’. Het is het eerste burgerinitiatief dat (ruim) voldoende handtekeningen haalde en in de Tweede Kamer behandeld werd. Het is daar afgewezen. In 2017 won Milieudefensie een rechtszaak over luchtvervuiling in steden veroorzaakt door het verkeer. Het was het slot van een campagne die meer dan 10 jaar heeft geduurd. Verder wist Milieudefensie in 2018 de opkomst en winning van schaliegas in Nederland te blokkeren met een campagne waarbij zich bijna alle gemeenten en 10 provincies aansloten.
In 2015 koos Milieudefensie nadrukkelijk voor systeemverandering; bewegingsopbouw (organizing) werd de centrale strategie. Behalve op vergroting van draagvlak concentreerde de vereniging zich op een thema: klimaatrechtvaardigheid. Illustratief voor deze aanpak is de door Milieudefensie gewonnen Klimaatzaak van Shell in 2021. Een uitspraak die op veel plaatsen in de wereld aandacht kreeg en historisch en baanbrekend is genoemd.

## Organisatie
Milieudefensie is een vereniging die op 31 december 2022 gesteund werd door ruim 108.000 leden en donateurs. Sinds juni 2022 wordt de vereniging bestuurd door een directie-bestuur onder toezicht van de Raad van Toezicht. Het directie-bestuur geeft leiding aan de werkorganisatie en bestaat sinds 1 oktober 2022 uit 2 personen die door de Algemene Ledenvergadering zijn benoemd. Dat zijn Donald Pols (directeur sinds december 2015)  en Laan van Staalduinen (directeur sinds oktober 2022). Marty Smits, voorheen de voorzitter van het bestuur, is in juni 2022 benoemd tot voorzitter van de Raad van Toezicht. In 2022 was ruim 14,8 miljoen euro beschikbaar voor de doelstelling van Milieudefensie, Hiervan was 56% afkomstig van eigen fondsenwerving, 9% van Loterijorganisaties, 17% van overheidssubsidies en 18% van andere organisaties zonder winststreven. Dit is de verdeling van de baten van Milieudefensie exclusief partners. De vereniging is lid van Friends of the Earth International.
Milieudefensie telde aanvankelijk vrij veel lokale afdelingen, verdeeld over het hele land. In 1988 waren er ongeveer 50 afdelingen maar in 2022 nog 24. Deze lokale afdelingen vertegenwoordigen het beleid van Milieudefensie landelijk en voeren daarnaast zelf acties op lokaal en regionaal niveau, waarbij de landelijke organisatie soms ondersteunend werkt. Een lokale afdeling mag de rechtspersoon van de landelijke organisatie gebruiken om rechtszaken te voeren. Naast de lokale afdelingen zijn er lokale Operatie Klimaat-groepen actief. Zij haken aan bij de landelijke campagnes van Milieudefensie, waarbij ze acties organiseren in hun eigen buurt.
Jongeren Milieu Actief (JMA) heeft 20 jaar intensief samengewerkt met Milieudefensie. In 2021 namen beide besturen het besluit om JMA een onderdeel te laten worden van Milieudefensie. In september 2022 ging Milieudefensie Jong officieel van start. Door de krachten te bundelen wordt de invloed van jongeren vergroot en kunnen zij meepraten en meedenken over de campagnes van Milieudefensie. Milieudefensie Jong werkt met eigen acties mee aan deze campagnes.

## Campagnes
Lange tijd was de organisatie georganiseerd rond vijf onderwerpen: energie, economie, bossen, mobiliteit en voedsel. Er kwamen daardoor meer biologische producten in de supermarkt dankzij de zogenaamde EKO-tellingen, jaarlijkse tellingen van het aantal biologische producten in de schappen. Er kwam verantwoord FSC-hout in bouwmarkten en tuincentra na enkele acties. De zogenaamde luchtwachters, metingen en rechtszaken leidden tot lokale maatregelen om de luchtvervuiling in steden tegen te gaan. En  schaliegasboringen stopten. Met het project voor een klimaatwet wilde Milieudefensie de regering wettelijk binden aan een jaarlijkse vermindering van de uitstoot van broeikasgassen. Andere campagnes richten zich op de omschakeling van bio-industrie naar biologische landbouw, stoppen van ontbossing en handel in illegaal gekapt hout, behoud van open landschappen zoals het IJmeer en de verbetering van de luchtkwaliteit.
Sinds 2016 voert Milieudefensie campagne voor klimaatrechtvaardigheid, oftewel klimaatbeleid waar burgers beter van worden. Operatie Klimaat en de klimaatzaak tegen Shell passen hier in. Daarnaast ligt de focus op 30 grote vervuilende bedrijven, waaronder Ahold Delhaize, ING, Rabobank, maar ook minder bekende bedrijven zoals Vopak en Vitol. Op beleidsgebied wordt er gepleit voor de invoer van wetgeving op gebied van internationaal maatschappelijk verantwoord ondernemen.

## Acties

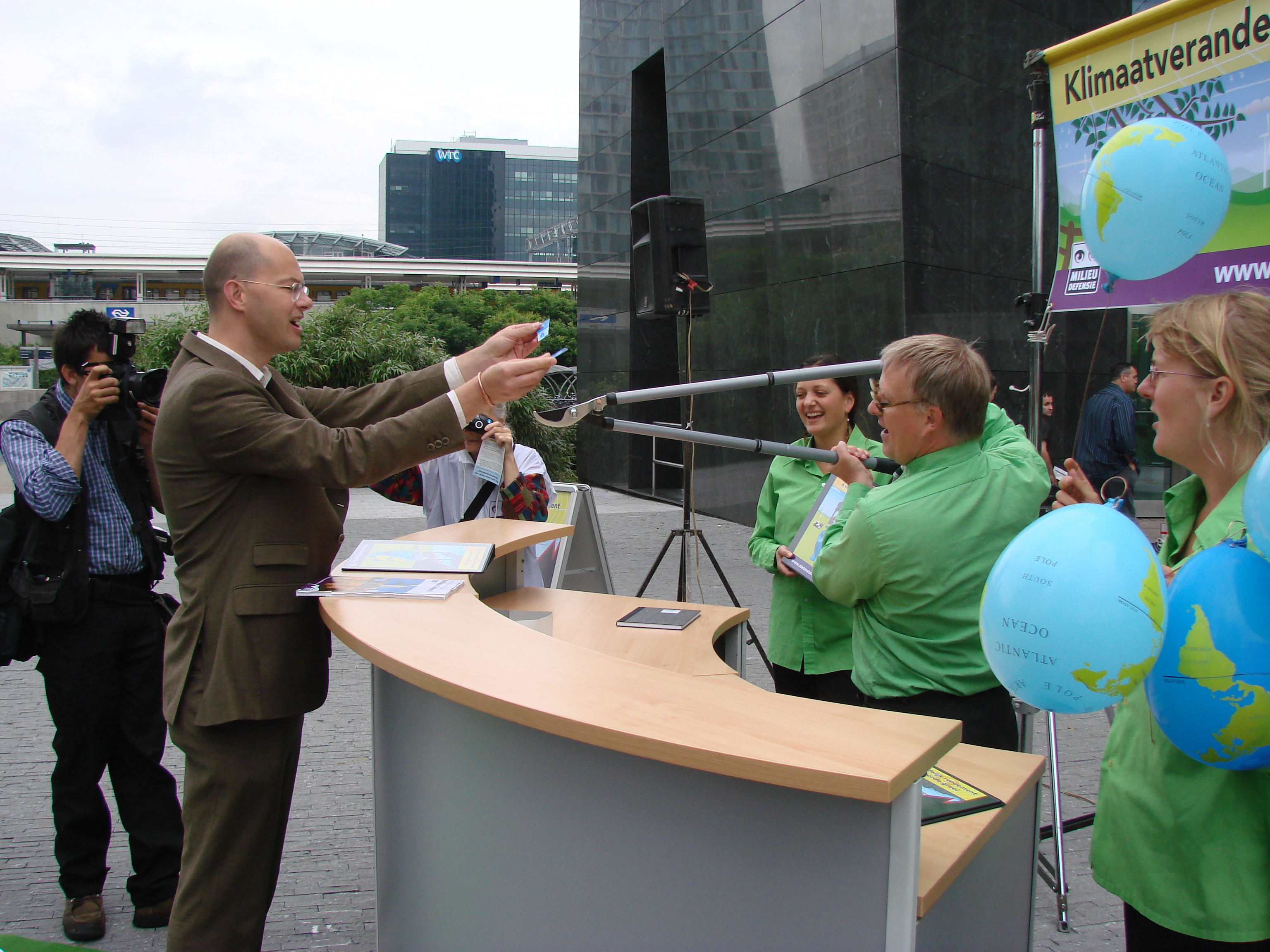
Het doorknippen van de bankpas van Donald Pols van Milieudefensie voor de actie "Niet met mijn geld", hoofdkantoor ABN AMRO, 2007.

Een van de acties waarmee Milieudefensie bekend werd was die tegen de vijfde baan van de Luchthaven Schiphol. Deze actie liep van 1994 tot 2002 en werd geleid door toenmalig directeur Wijnand Duijvendak. Hierbij werd het "Bulderbos" geplant op een aantal stukken land, die tot het tracé van de nieuwe baan zouden behoren. Later bleek overigens dat ze maar gedeeltelijk lagen op het tracé. De gelden voor de grondaankoop werden bijeengebracht door duizenden kopers die zo allemaal juridisch eigenaar werden. Bij eventuele onteigening zouden deze dus ook allemaal onteigend moeten worden. De aankoop van grond als juridisch strijdmiddel om bepaalde ruimtelijke ontwikkelingen tegen te houden, was eerder toegepast in het Verenigd Koninkrijk in de jaren 1980 en overgenomen door Milieudefensie.
In 2006 begon Milieudefensie met de actie "Niet met mijn geld", om het publiek bewust te maken van het grote effect dat hun spaargeld kan hebben op klimaatverandering, door het investeringsbeleid van hun bank.
Eind 2007 verzamelde Milieudefensie 107.000 handtekeningen voor het burgerinitiatief 'Stop Fout Vlees', waarna de Tweede Kamer voor het eerst in de geschiedenis een initiatiefvoorstel behandelde dat door burgers op de agenda was geplaatst.
In 2015 namen Meer Democratie, Milieudefensie, Foodwatch en Transnational Institute het initiatief om referenda over de vrijhandelsverdragen met de Verenigde Staten (TTIP) en Canada (CETA) af te dwingen. Daarvoor bundelden zij zich in het TTIP CETA Referendum Platform, waartoe ook negen andere organisaties zich aansloten. Op 28 maart 2017 werden 200.000 handtekeningen overhandigd aan een delegatie van de Tweede Kamer.
In april 2019 heeft Milieudefensie, mede namens ruim 17.000 burgers en zes andere organisaties, Shell gedagvaard om het bedrijf te dwingen zich te houden aan de klimaatdoelen van Parijs. De rechtbank Den Haag heeft in mei 2021 uitspraak gedaan in deze zaak en hierbij Milieudefensie in het gelijk gesteld. Het is wereldwijd voor het eerst dat een oliebedrijf aansprakelijk is gesteld voor klimaatverandering. De uitspraak kreeg ook in de internationale media veel aandacht, en werd beschreven als "historisch" en "baanbrekend".

## Kritiek
Milieudefensie oogst door haar standpunten soms kritiek. Zo betoogt Maarten Huygen in een column in NRC Handelsblad (2008-04-19) dat het willen tegenhouden van de verbreding van de A4 bij Leiderdorp niet gunstig is voor de omwonenden. Ook op het jarenlang procederen tegen de aanleg van de 20 km2 Tweede Maasvlakte (2008-2013 opgebouwd) kwam kritiek.